# Polycyrtus sartor
Polycyrtus sartor är en stekelart som först beskrevs av Fabricius 1804.  Polycyrtus sartor ingår i släktet Polycyrtus och familjen brokparasitsteklar. Inga underarter finns listade i Catalogue of Life.